# Nagaokakyō
Nagaokakyō (長岡京市?) è una città giapponese della prefettura di Kyōto.